# Mošovce
Mošovce és un poble i municipi d'Eslovàquia central. És conegut pels seus monuments històrics, i per ser el lloc de naixement del poeta eslovac Ján Kollár.

## Història
Hi ha molts monuments històrics que daten de fa més de 770 anys. La primera vegada que es mencionà la vila fou en un document donat pel rei Andreu II. Originàriament Mošovce estava format per dues parts: Machyuch, que es trobava l'emplaçament actual de Starý Rad, i Terra Moys, que donà al poble el seu nom actual, ocupà la vila del present Vidrmoch. I a causa del nom de la segona part, que significa "la terra de Mojš", es creu que tot el poble pertanyia al senyor Mojš, el nom del qual podria ser una abreviació del nom eslau Mojtech (semblant als noms Vojtech o Mojmír). Durant la història, el nom del poble ha patit moltes variacions: Mossovych, Mosocz, Mossowecz... fins a arribar a l'actual Mošovce.
La vila desenvolupà a partir del segle xiv com un poble amb privilegis, subordinat al castell reial de Blatnica. L'any 1527 passà a ser possessió de la família Révay, que suprimí els privilegis del poble de Mošovce durant gairebé 400 anys.
Al passat Mošovce era un centre important d'arts de la regió de Turiec. Els artesans i les seves arts es desenvoluparen ràpidament. Com a resultat, al poble hi havia aproximadament uns quinze gremis actius.

## Demografia
| Godina             | 1994 | 2004   | 2014   | 2024   |
| ------------------ | ---- | ------ | ------ | ------ |
| Nombre de persones | 1340 | 1359   | 1328   | 1342   |
| Diferència         |      | +1,41% | −2,28% | +1,05% |

| Godina             | 2023 | 2024   |
| ------------------ | ---- | ------ |
| Nombre de persones | 1351 | 1342   |
| Diferència         |      | −0,66% |

## Galeria d'imatges

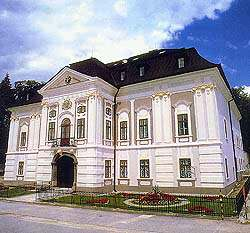
Castell de Mošovce
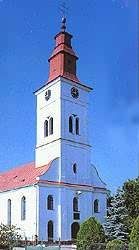
Església protestant
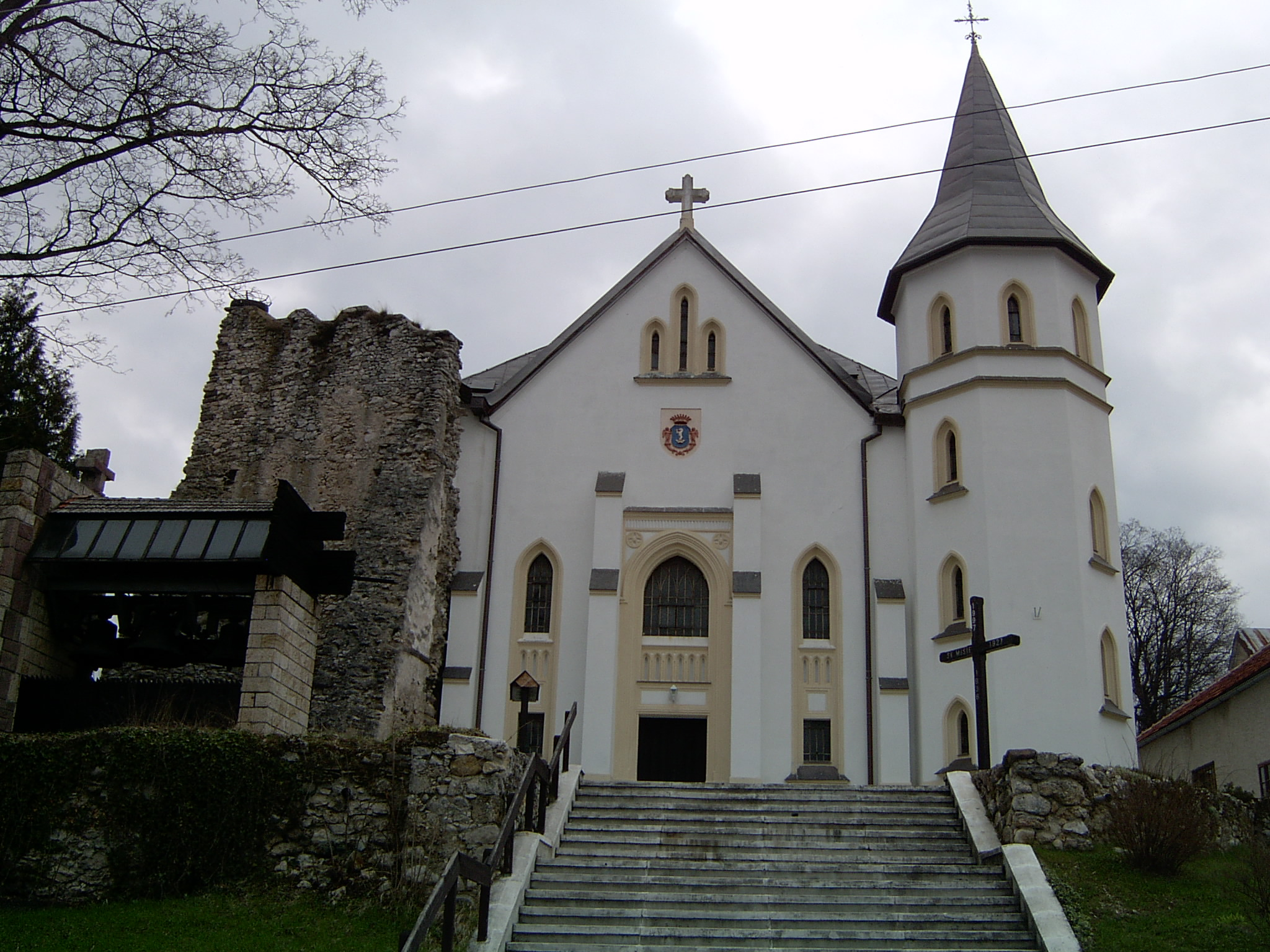
Església catòlica
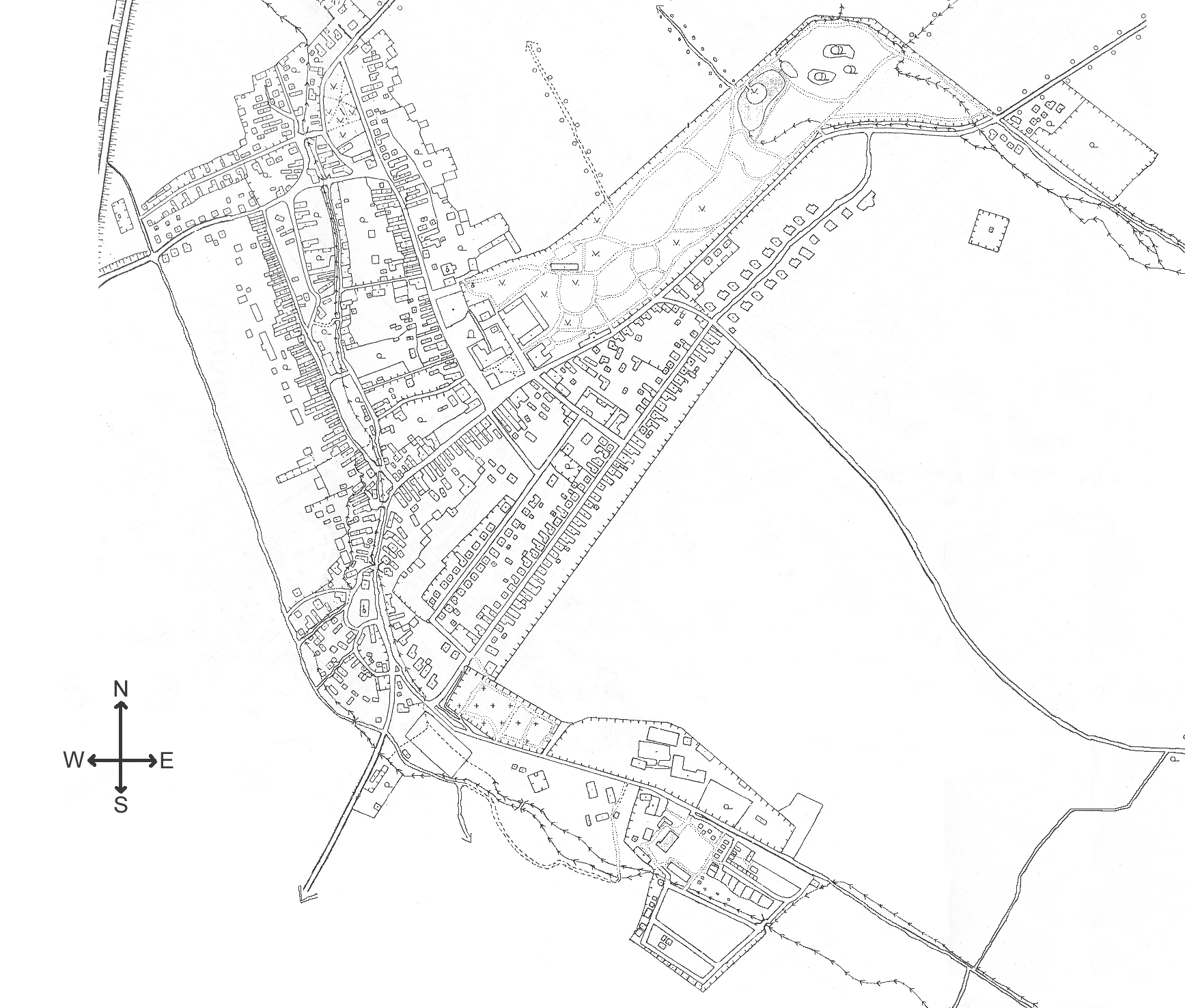
Plànol del poble
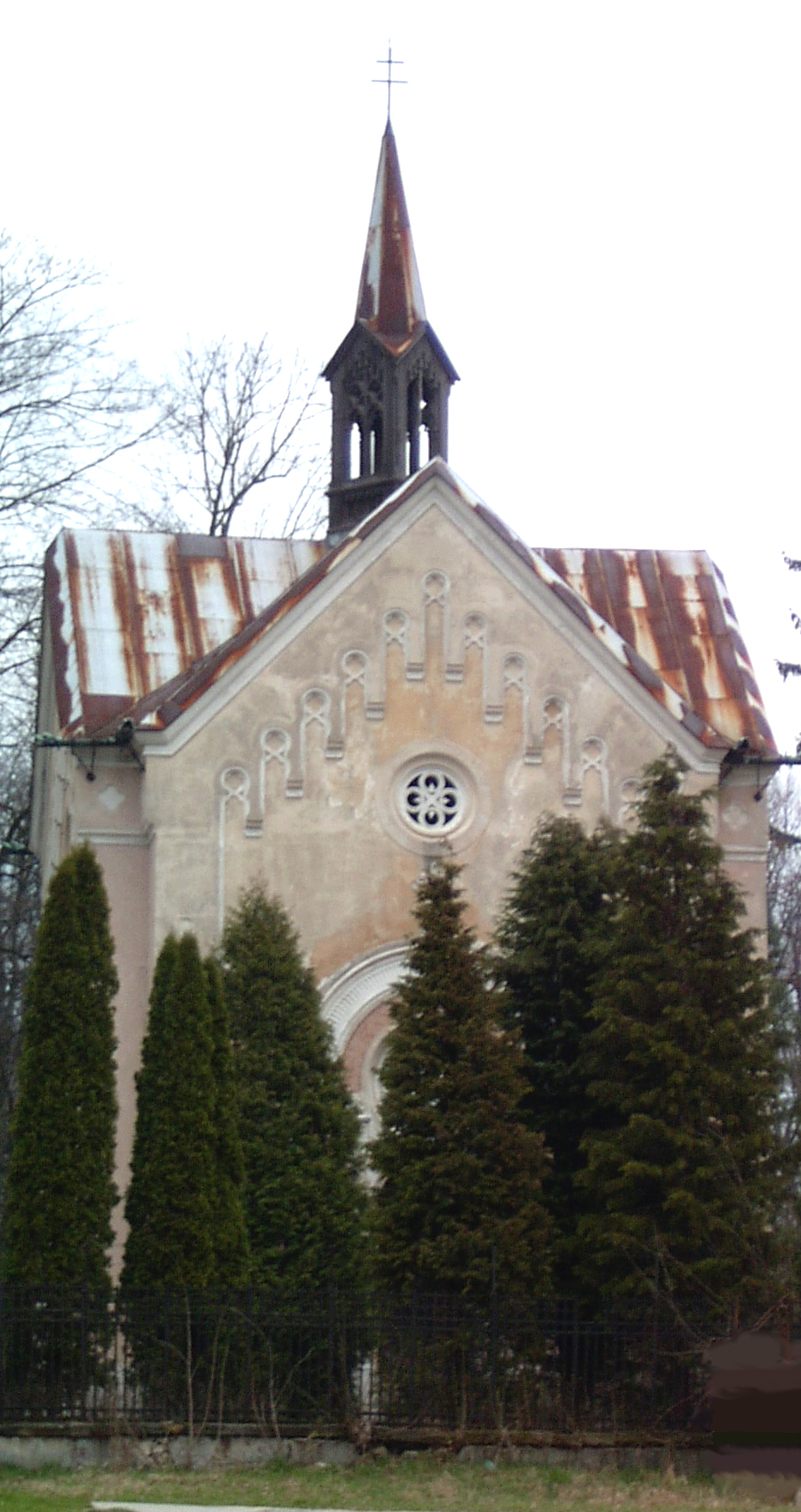
Capella
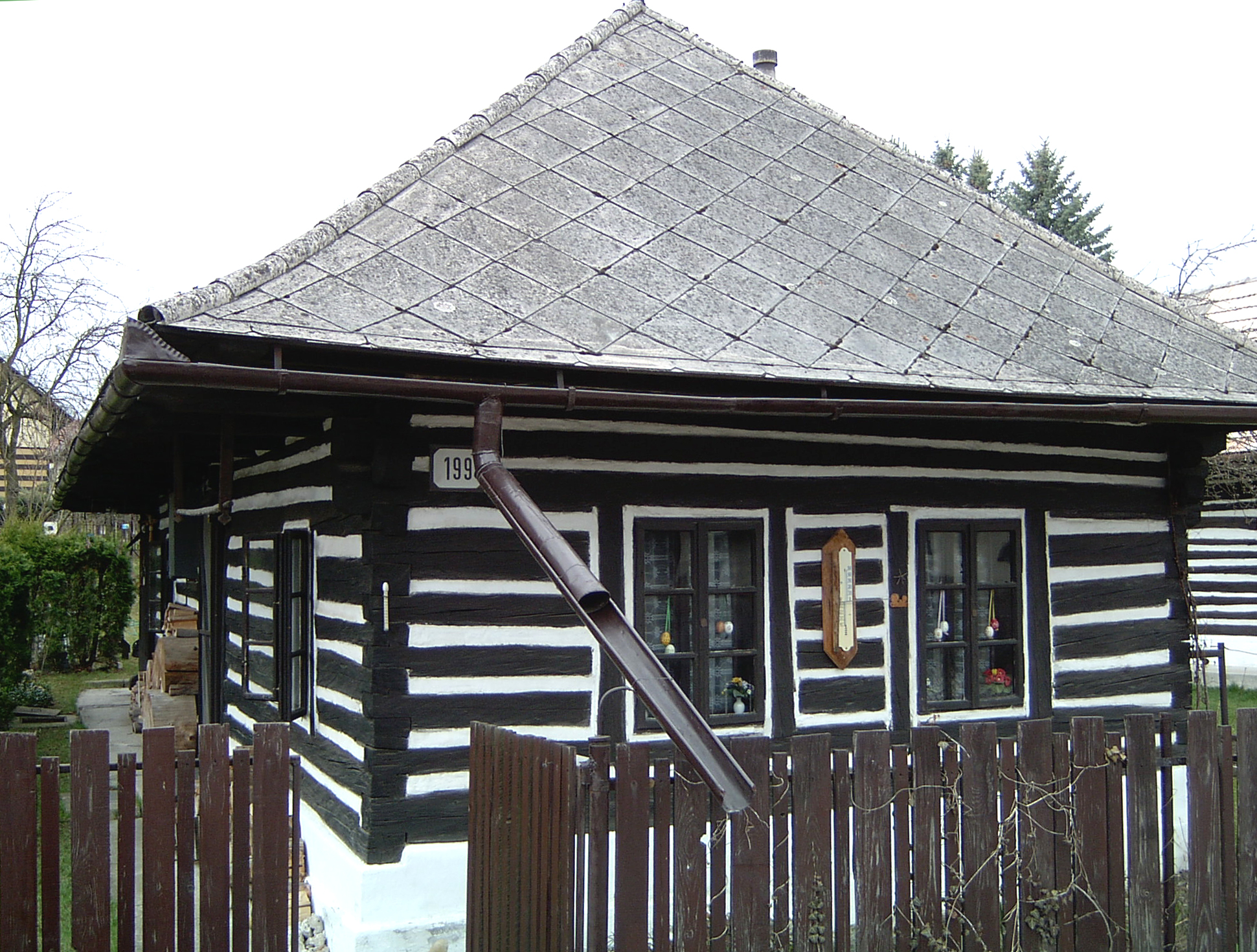
Arquitectura antiga